# Козятин
Козя́тин — місто у Хмільницькому районі та адміністративний центр Козятинської міської громади, Вінницька область. 13 липня 2000 отримав статус міста обласного підпорядкування.
Площа міста становить 1000 га
Козятин розташований за 64 км від обласного центру та за 157 км від столиці (по залізниці) у верхів'ях р. Гуйви. Місто є важливим транспортним вузлом, адже тут знаходиться Козятин I — вузлова станція Південно-Західної залізниці та національний автошлях Н02, що з'єднує Кременець та Білу Церкву. Неподалік від Козятина проходить автошлях М21, що є частиною європейського автомобільного маршруту E583.

## Історія

### Етимологія
Ойконім Козятин виник як посесив на -ин від незасвідченого прізвиська *Козята. Очевидно, твірний антропонім *Козята з варіантом *Козата становив зменшувальну пестливу форму від давньоруського особового імені типу *Козопась.
Історична назва Козятина — Gujwa постала способом трансонімації суміжного гідроніма (див. Гуйва).

### В складіРечі Посполитої (1569—1793)
Вперше назва «Козятин» (зараз — територія села Козятин) згадується у 1731 році в Люстації Житомирського повіту Київського воєводства. В селі нараховувалось 5 селянських хат.

### В складіРосійської імперії (1793—1917)
Виникнення міста тісно пов'язано з будівництвом Києво-Балтської (Одеської) залізниці в 70-х роках XIX століття. Вже в липні 1870 року було закінчено прокладання гілки від станції Козятин, що дістала назву від однойменного села, до Бердичева. Поблизу станції будувалось робітниче селище, для якого у 1874 році було затверджено перший план. 7 липня того ж року Козятин було віднесено до категорії містечок Бердичівського повіту Київської губернії. З ростом кількості робітників, умови їх праці не поліпшувались, тому в 1871 і 1885 рр. відбувалися страйки стрілочників, що добились певних поступок.
Православні села Козятин мали власні церкви Святого Луки (Свято-Лукинську церкву) та Свято-Вознесенську церкву. Католики відвідували церкву Святого Антонія в селі Білопілля.
На початку 80-х рр. XIX ст. в містечку було лише 76 дворів. У 1888 р. відбулось затвердження другої частини плану розвитку міста, яка передбачала відведення земель під забудову житловими будинками (на відміну від першої частини плану, що передбачав забудову переважно службовими будинками залізниці).
Дізнавшись про революційні події в 1905 році, козятинські залізничники одними з перших приєднуються до Всеросійського жовтневого політичного страйку, проте жандарми застосували проти страйкуючих зброю і виступ був придушений.

### Під часУкраїнської революції.УНР.Українська держава(1917—1921)
У грудні 1917 року у Козятині розміщувалася ставка генерала Павла Скоропадського. 24 січня наступного року в місті було встановлено радянську владу, що протрималась до березня, коли станцію зайняли австро-німецькі війська. 11 грудня 1918 року в Козятині Директорія підписує з представниками німецького командування, яке підтримувало гетьмана Скоропадського, угоду про евакуацію німецько-австрійської армії з України, після чого починається наступ військ Директорії на Київ з подальшим зреченням Скоропадського від влади.
7 березня 1919 року в місто увійшов Таращанський полк Червоної армії, проте у квітні 1920 року під час польсько-радянської війни місто було захоплене поляками під час так званого Козятинського рейду. Проте згодом воно було знову повернуто більшовикам, начальником гарнізону було призначено Григорія Котовського.
Навесні 1921 року в Козятині був організований антибільшовицький повстанський комітет, який очолив особистий друг Симона Петлюри Балагута-Бойко. Діяльність комітету припинилася після зміцнення радянської влади на Правобережній Україні, орієнтовно влітку-восени того ж року.

Будівля Козятинської міської ради

### УРСР (1921—1991)
У 1923 році місто стало районним центром Бердичівської округи, а в 1932 році, зі зміною адміністративно-територіального поділу, Козятин став районним центром Вінницької області. У 1938 році Козятин увійшов до категорії міст з міською радою, підпорядкованою райвиконкому.
Під час Другої світової війни з 15 липня 1941 року до 28 грудня 1943 року Козятин був зайнятий німецько-нацистськими військами. Діяло гетто, куди нацистами насильно зганялися євреї для компактного мешкання. За цей час було закатовано 98 чоловіків, 140 жінок і 147 дітей, вивезено на каторгу до Німеччини 107 чоловік. В грудні 1943 у боях Червоної армії за місто особливо відзначилися підрозділи 69-го гвардійського танкового полку 1-го Українського фронту під командуванням Івана Бойка, за що він отримав звання Героя Радянського Союзу.
У грудні 1962 році територія Козятинського району була закріплена в нинішніх межах.

### У складі незалежноїУкраїни(1991)
1992 року в місті утворилася громада УПЦ КП.
Вже за незалежної України, у липні 2000 року, Верховна Рада України ухвалила рішення про включення Козятина до категорії міст обласного підпорядкування.

## Демографія
Населення Козятина за хронологічною шкалою:

### Національний склад
Розподіл населення за національністю за даними перепису 2001 року:
| Національність  | Відсоток |
| --------------- | -------- |
| українці        | 93.39%   |
| росіяни         | 4.34%    |
| поляки          | 0.97%    |
| білоруси        | 0.28%    |
| євреї           | 0.22%    |
| вірмени         | 0.11%    |
| інші/не вказали | 0.69%    |

### Мовний склад
Розподіл населення за рідною мовою за даними перепису 2001 року:
| Мова            | Кількість | Відсоток |
| --------------- | --------- | -------- |
| українська      | 24751     | 94.76%   |
| російська       | 1274      | 4.88%    |
| білоруська      | 27        | 0.10%    |
| вірменська      | 17        | 0.07%    |
| польська        | 11        | 0.04%    |
| ромська         | 7         | 0.03%    |
| інші/не вказали | 34        | 0.12%    |
| Усього          | 26121     | 100%     |

## Економіка
Станом на 2011 рік, у різних сферах економіки було зайнято 11,8 тис. жителів міста, у тому числі на транспорті — близько 60 %, у промисловості — 9 %, по 6 % — на підприємствах охорони здоров'я та в навчальних закладах. Середня заробітна плата по місту в червні 2010 року становила 2492 грн. В місті зареєстровано 1 000 безробітних, а в працездатному віці перебувають 14,6 тис. мешканців.[коли?]

### Промисловість

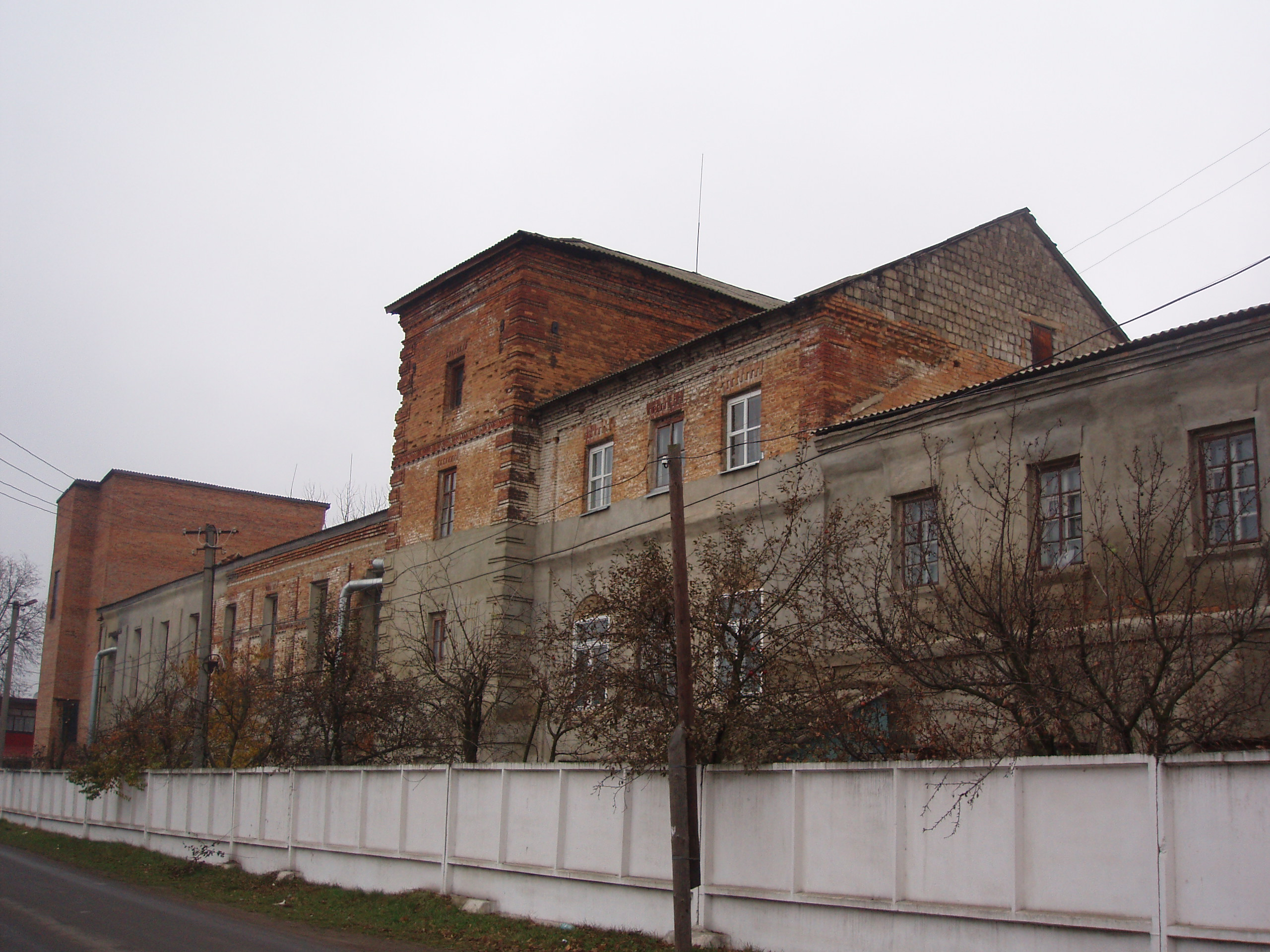
ВАТ «Козятинська швейна фабрика» міститься у приміщенні дореволюційного пивзаводу

Основну зайнятість мешканців Козятина забезпечують 11 підприємств залізничного транспорту, найбільші з яких — локомотивне депо ім. братів Валдаєвих, засноване в 1871 році та вагонне депо.
Крім того, основними промисловими підприємствами є ВАТ «Козятинський м'ясокомбінат», ПАТ «Козятинхліб», АТ «Козятинська швейна фабрика», ВАТ «Козятинський маслозавод», «Козятинський нафтопереробний завод „Техпромсервіс OIL“».
У жовтні 2003 року Козятинська міськрада започаткувала проект міського економічного розвитку у співробітництві з фондом «Україна-США». Саме в рамках цієї програми Козятинський м'ясокомбінат виготовляє м'ясні гамбургери для мережі закладів громадського харчування «Макдоналдс» в Україні та Грузії.

### Торгівля

Козятинський універмаг

Станом на 2011 рік, банківська сфера Козятина представлена 9 фінустановами (філії центральних київських банків).
У місті функціонує 3 ринки та 216 магазинів. Крім того, надають послуги 38 закладів громадського харчування, 3 фотосалони, 2 комбінати служби побуту та 24 перукарні.[коли?]
Замість занедбаного комунального готелю в Козятині функціонують 2 приватні готелі — при залізничному вокзалі та маленький (на 4-6 номерів) готель «Ірина» у середмісті по вул. Героїв Майдану, влаштований просто на першому поверсі міської дев'ятиповерхівки.

### Транспорт
Козятин I — важлива вузлова станція Південно-Західної залізниці. Добре налагоджено залізничне сполучення в напрямках Козятин — Київ, Козятин — Одеса, Козятин — Львів, Козятин — Рахни.
Неподалік від Козятина проходять автошляхи: М21 (частина європейського маршруту E583) та Н02, що з'єднує Крем'янець, Сквиру, Білу Церкву та Ржищів.
У межах міста транспортне сполучення забезпечується маршрутними автобусами (8 маршрутів) та 4 службами радіотаксі.
Загальна довжина доріг міста — 83 км, у тому числі 53 км мають тверде покриття.

## Освіта та культура

### Освіта

Міська музична школа

Мережа закладів освіти міста представлена державним професійно-технічним навчальним закладом «Козятинське міжрегіональне вище професійне училище залізничного транспорту», 4 середніми загальноосвітніми школами, спеціалізованою школою з поглибленим вивченням фізики та математики та загальноосвітнім навчально-виховним комплексом.
З вересня 2013 року на місці «ЗШ № 4» почав функціонувати особливий навчальний заклад «Ліцей-школа».
Функціонує 6 дошкільних навчальних закладів, Центр дитячої та юнацької творчості, дитяча музична школа.
Станом на 2011 рік в навчальних закладах міста навчалось близько 3 000 учнів, а у дошкільних виховується близько 1 000 дітей.

### Культура

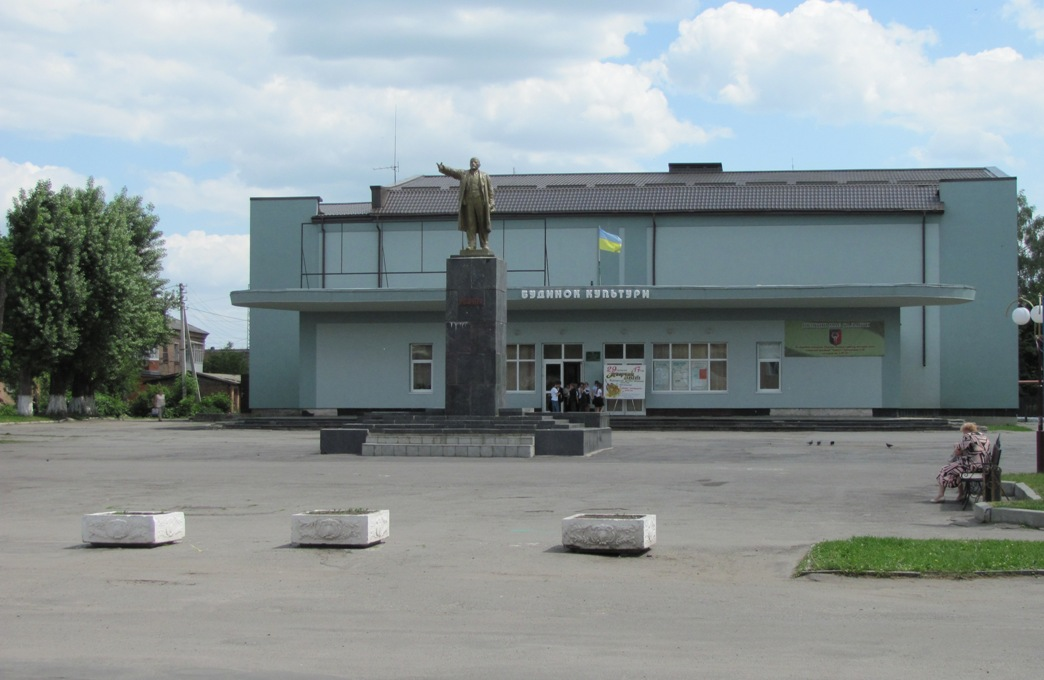
Центральна площа міста (до демонтажу пам'ятника Леніну). На задньому плані — будинок культури, колишній кінотеатр

Культурне життя міста, переважно, є справою аматорів. Однак і за підтримки офіційної влади проводиться низка заходів, що мають значний суспільний резонанс. Так, 10-11 жовтня 2008 року вшосте відбувся відкритий чемпіонат з туристського багатоборства серед юних туристів-краєзнавців (під егідою відділу освіти Козятинської РДА).
За адресою вулиця Грушевського, 15 функціонує музей історії міста Козятин.
У місті ще з радянських часів збереглась непогана книгарня. Діють Козятинська центральна районна бібліотека та пришкільні бібліотеки.
Сфера дозвілля нерозвинена. Обидва міські кінотеатри, що працювали ще наприкінці 1980-х рр. — у клубі біля залізничного вокзалу і у центрі міста, вже не функціонують. Колишній міський кінотеатр реорганізовано у Міський будинок культури, у якому зрідка проходять урочисті збори та концерти, постійно ж влаштовуються ярмарки-розпродажі.

### ЗМІ та зв'язок
Міська преса представлена тижневиком «RIA-Козятин», який має десятирічну історію і видається у кольорі на 20 сторінках. Також виходять тижневики «Моє місто Козятин» та «Козятин залізничний». Життя району висвітлює «районка» «Вісник Козятинщини», заснована ще у 1920-х роках.
Телефонний зв'язок у Козятині забезпечує національний монополіст «Укртелеком», місто покривається основними національними операторами мобільного зв'язку. Інтернет-послуги, крім «Укртелекому», надають приватні заклади.

### Спорт
В місті існує аматорський футбольний клуб «Локомотив», що до травня 2012 року виступав під назвою «Горизонт».

## Релігія

### Парафія Різдва Пресвятої Богородиці УГКЦ
У 2008 році розпочала своє існування в Козятині парафія Різдва Пресвятої Богородиці УГКЦ, ставши першою греко-католицькою громадою міста. Громаду заснував та опікувався нею священик Іван Цихуляк, богослужіння відправляли в помешканні одного із прихожан. У 2012 році парафіяльним священиком став Антон Борис, котрий розпочав будівництво храму. 20 травня 2013 року відбулась офіційна реєстрація громади.

## Охорона здоров'я

Козятинська залізнична лікарня

Охорона здоров'я в місті забезпечується функціонуванням 3 медичних закладів:
- Міською лікарнею та поліклінікою
- Козятинською залізничною лікарнею та поліклінікою
- Санаторієм-профілакторієм. У 2012 році для виконання програми приватизації залізниці був закритий через «нерентабельність»[джерело?].

Станом на 2006 рік ці медзаклади забезпечували 470 ліжок-місць, тобто на тисячу міського населення припадало близько 17 ліжок-місць.
У місті діє розгалужена аптечна мережа: 22 аптеки та аптечних кіоски.

## Архітектура

Забудова на центральній вулиці

Козятин не має значних пам'яток міської архітектури, окрім будівлі залізничного вокзалу, адже більшість міської забудови, зокрема, центральної частини міста, належить до 1950—1970 рр. Однак у місті зберігається низка будівель дожовтневого періоду — перш за все, розкішна будівля залізничного вокзалу, а також декілька споруд громадського призначення у середмісті, зокрема, будинок колишнього сінематографу і дім колишнього Державного банку СРСР, згодом банк «Україна» (останні дві будівлі можна було б віднести до модерну початку XX ст., якби не спотворений за сучасності їх зовнішній вигляд).
З 1991 року в місті не споруджено жодного об'єкта комунальної власності, також у занедбаному стані перебуває житлове будівництво. Проте, з середини 2000-х рр. деякого пожвавлення набуло комерційне (переважно торговельне), у тому числі й капітальне, будівництво[джерело?].

### Пам'ятники

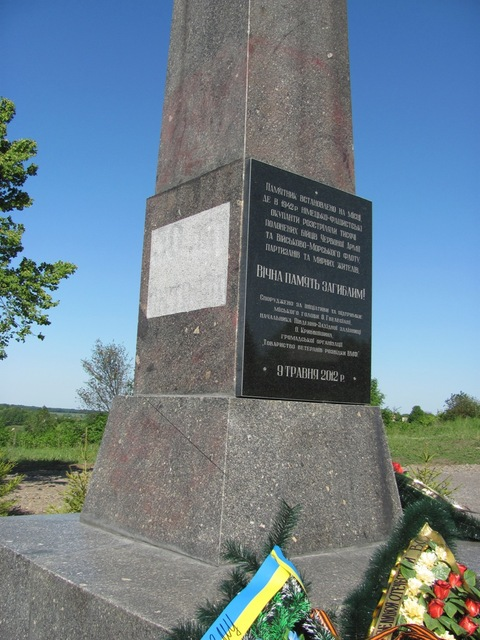
Перемонтована стела «50 років Жовтня» (ліворуч видно попередній надпис)

У центральній частині Козятина в радянські часи було встановлено ряд пам'ятників, серед яких: Володимиру Леніну, загиблим під час Другої світової війни підпільникам та монумент вічного вогню в пам'ять про загиблих військових у Другій світовій війні.
У 1982 році на вшанування пам'яті воїнів Червоної армії — зокрема танкістам 1-ї Гвардійської танкової армії, які звільняли місто від німецьких військ під час Другої світової війни, встановлено постамент з танком ІС-3, хоча й танки цієї моделі не брали участі в боях під час війни. Вважається, що це єдиний ІС-3, встановлений у якості пам'ятника у Вінницькій області.

Пам'ятник Михайлу Грушевському на вул. Героїв Майдану

Гранітна стела, споруджена на честь 50-річчя Жовтневої революції 1917 року, яка знаходилась у центрі міста, у квітні 2012 року була демонтована та заново змонтована на околиці міста вже як пам'ятник розстріляним під час Другої світової війни містянам та військовополоненим.
Вже за часів незалежності у 2004 році на центральній вулиці було встановлено пам'ятник голові Центральної Ради Михайлу Грушевському. Раніше, у 1990-х рр., на його честь було перейменовано одну з центральних вулиць міста.
21 лютого 2014 року було демонтовано пам'ятник Леніна на центральній площі міста.

### Козятинський залізничний вокзал

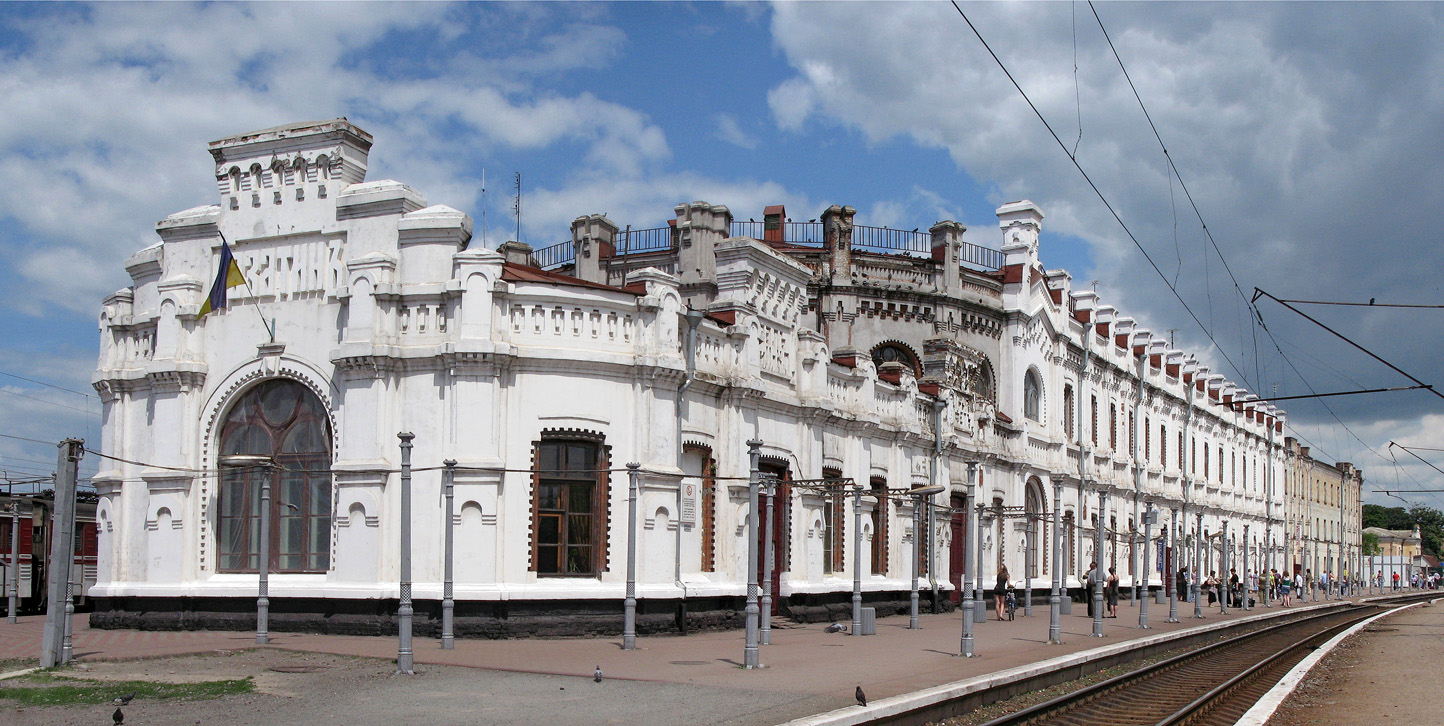
Вокзал у Козятині, вигляд до реставрації

Унікальною пам'яткою архітектури Козятина є будівля залізничного вокзалу у вигляді білого пароплаву серед рейкової мережі, збудована Олександром Кобелєвим у листопаді 1889 року за проектом архітектора Валер'яна Куликовського.
Царський проект на будівництво пасажирської станції в містечку Козятині був затверджений у жовтні 1887 року. В російських архівах зберігається кошторис «На постройку пассажирского здания на станции Казатин» від 11 листопада 1887 року, складений Товариством Південно-Західних залізниць, де зазначено, що на будівництво необхідно 292 111 рублів.

В «Илюстрированном путеводителе по Юго-Западным казенным железным дорогам» 1899 року зазначено: 
|  | «Казатинский вокзал — один из лучших вокзалов русской рельсовой сети. Здание вокзала расположено островом, т.е. с обеих сторон его проложены рельсовые пути, это значительно усиливает пропускную способность станции и дает возможность одновременно принимать и отпускать несколько поездов, устраняя в то же время хождение пасажиров по путям. Внутри зала останавливает на себе внимание роскошная овальная зала I и III класса, масса света и воздуха, изящная орнаментовка, стильная мебель — все это делает эту залу одну из лучших во всех отношениях среди буфетных зал на русских железных дорогах». |

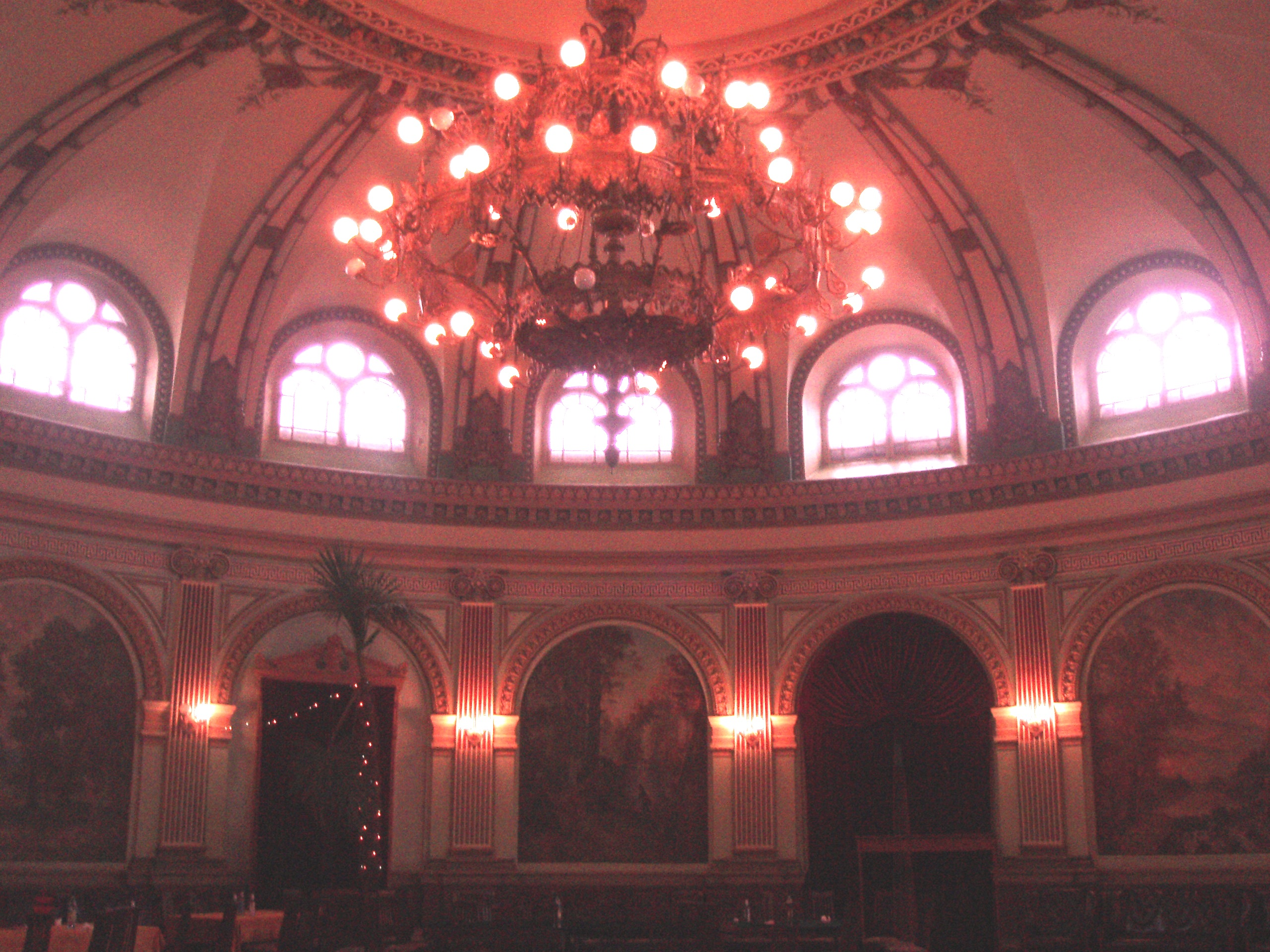
Ресторанна зала у приміщенні залізничного вокзалу

Значною перевагою Козятинського вокзалу була його електрифікованість, адже всі 375 станцій Південно-Західної залізниці у 1931 році освітлювалися газовими ліхтарями (крім Жмеринки). З цієї причини будівля виглядає особливо ефектно ввечері, а всередині станція має багатоярусну, кришталеву, на каркасі з бронзових листочків, люстру.

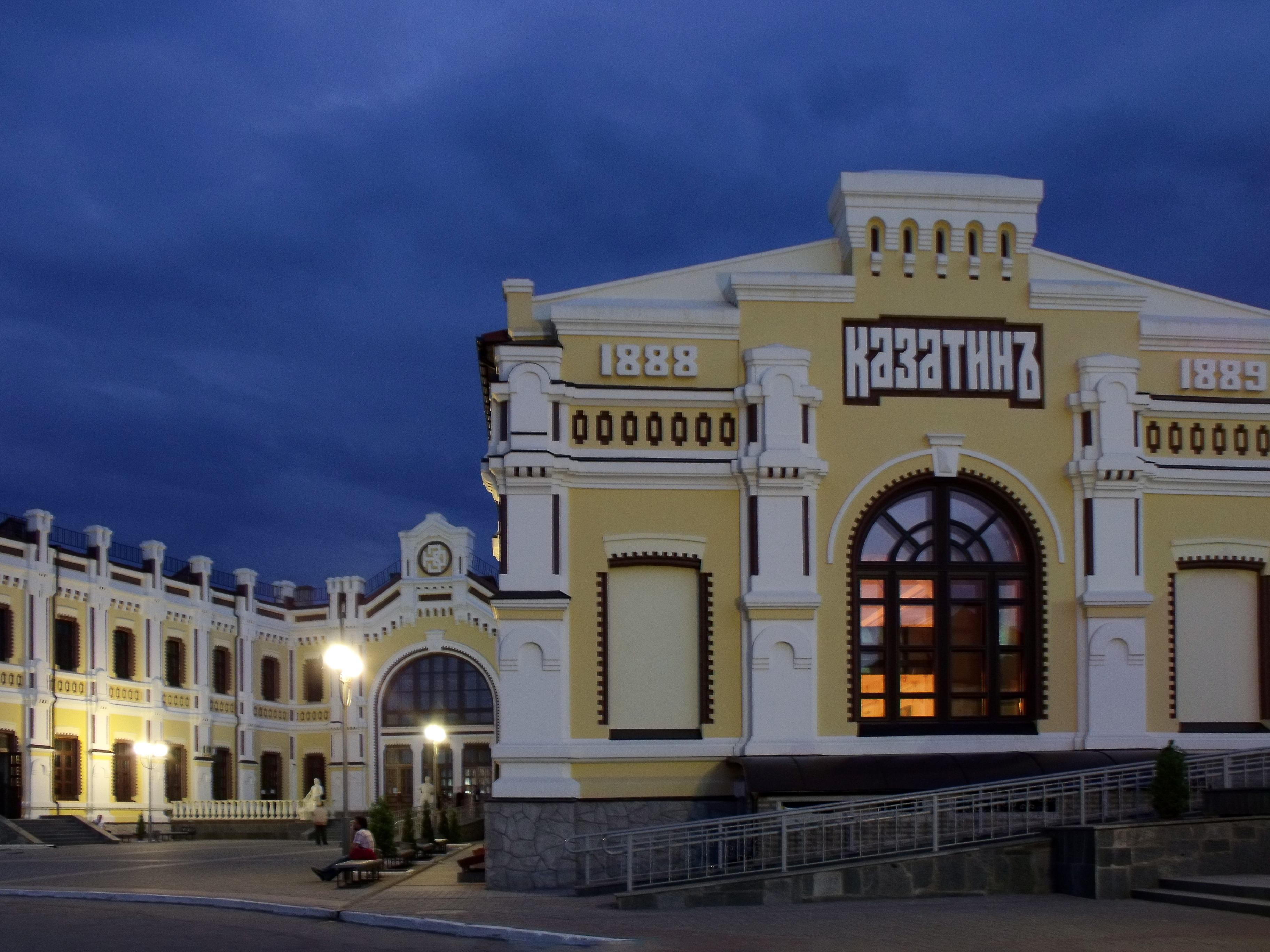
Сучасний вигляд вокзалу

Напередодні визволення Козятина від німецьких окупантів, вони замінували вокзал і мали намір його підірвати. Однак цього не допустили козятинські патріоти, члени підпільної організації «Залізничник», що діяла в місті з 1941 по 1943 рр. В післявоєнний період вокзал був добудований, що вдало доповнило архітектурний ансамбль.
У 1987 році старовинну споруду внесено до списку пам'яток архітектури місцевого значення. Після тривалого занепаду, будівля була капітально відремонтована у 2011—2012 рр.
За час існування пам'яткою архітектури милувалися багато відомих постатей: російський цар Микола II, політичний діяч Михайло Грушевський, гетьман Павло Скоропадський, командири Червоної Армії — Микола Щорс, Василь Боженко, російський поет Володимир Маяковський, письменник Василь Земляк, також урядовці різних рангів соціалістичного періоду — Микита Хрущов, Леонід Брежнєв.

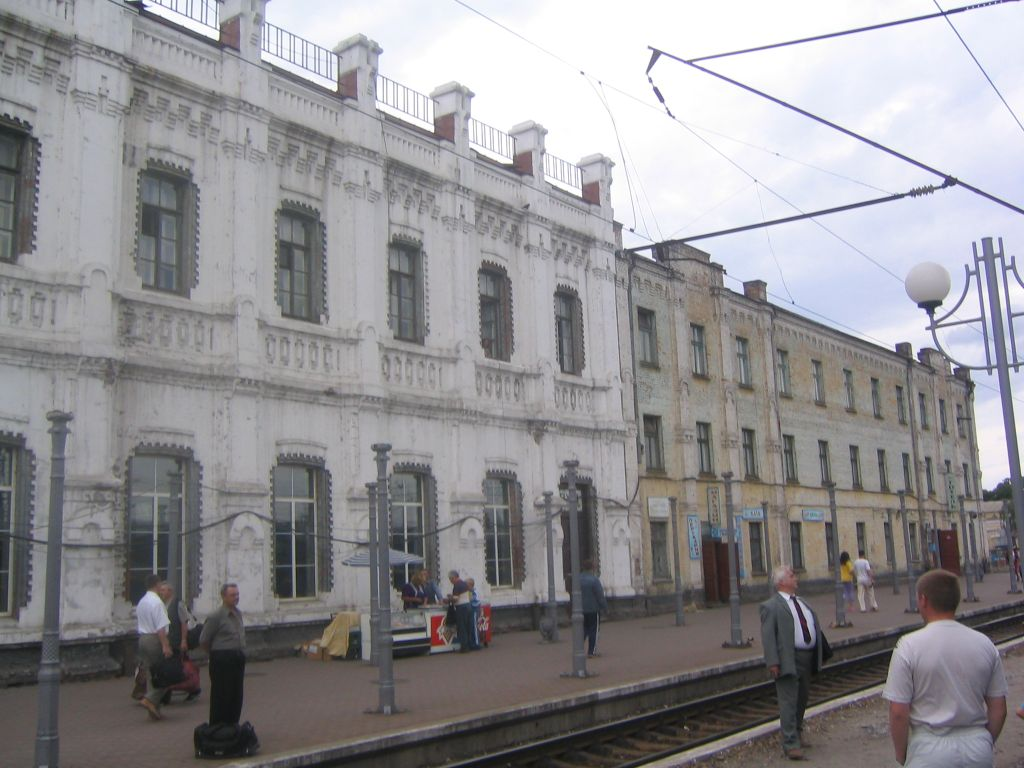
Вокзал ст. Козятин. Вигляд до реставрації
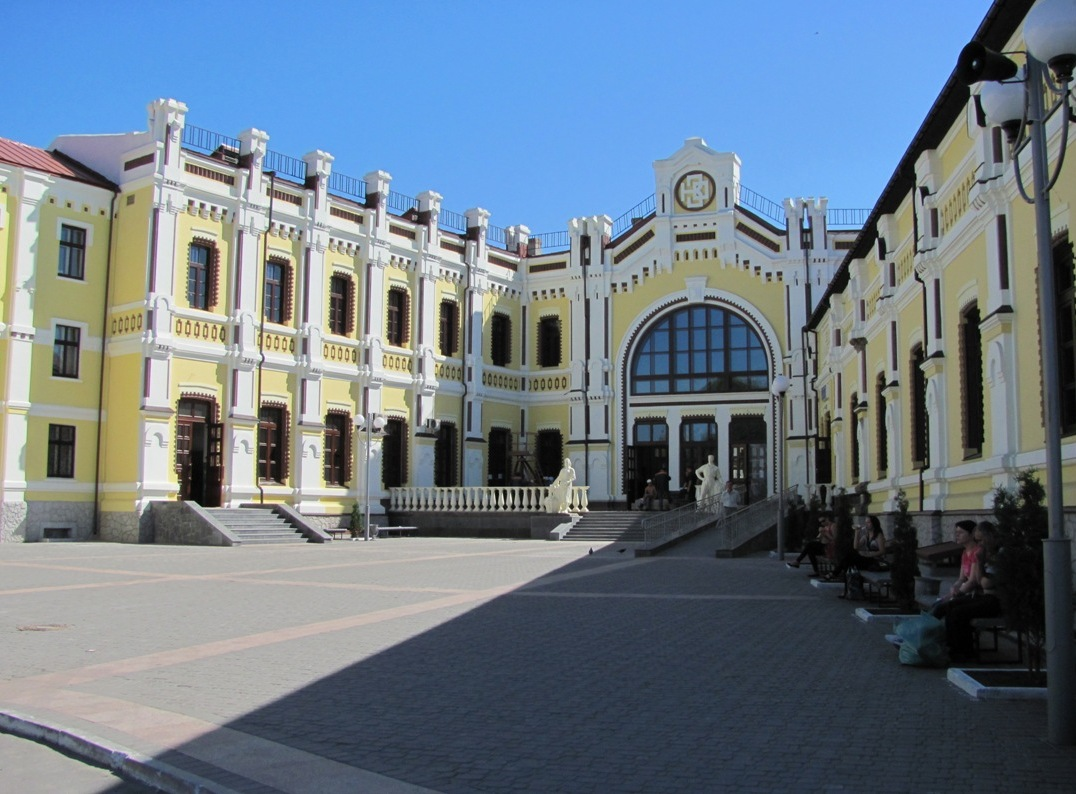
Вокзал ст. Козятин. Головний вхід, привокзальна площа
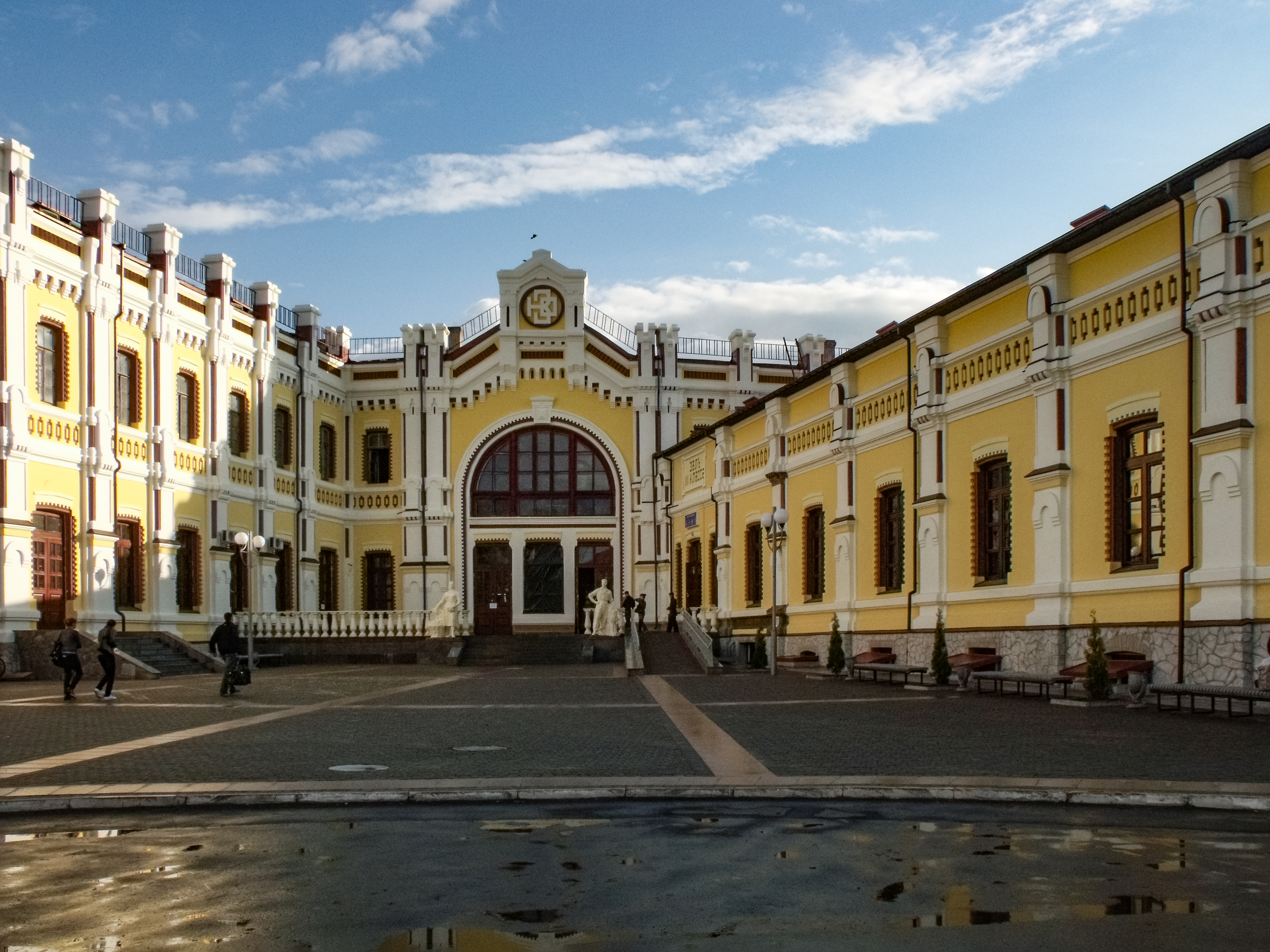
Вокзал ст. Козятин. Головний вхід, привокзальна площа, інший ракурс
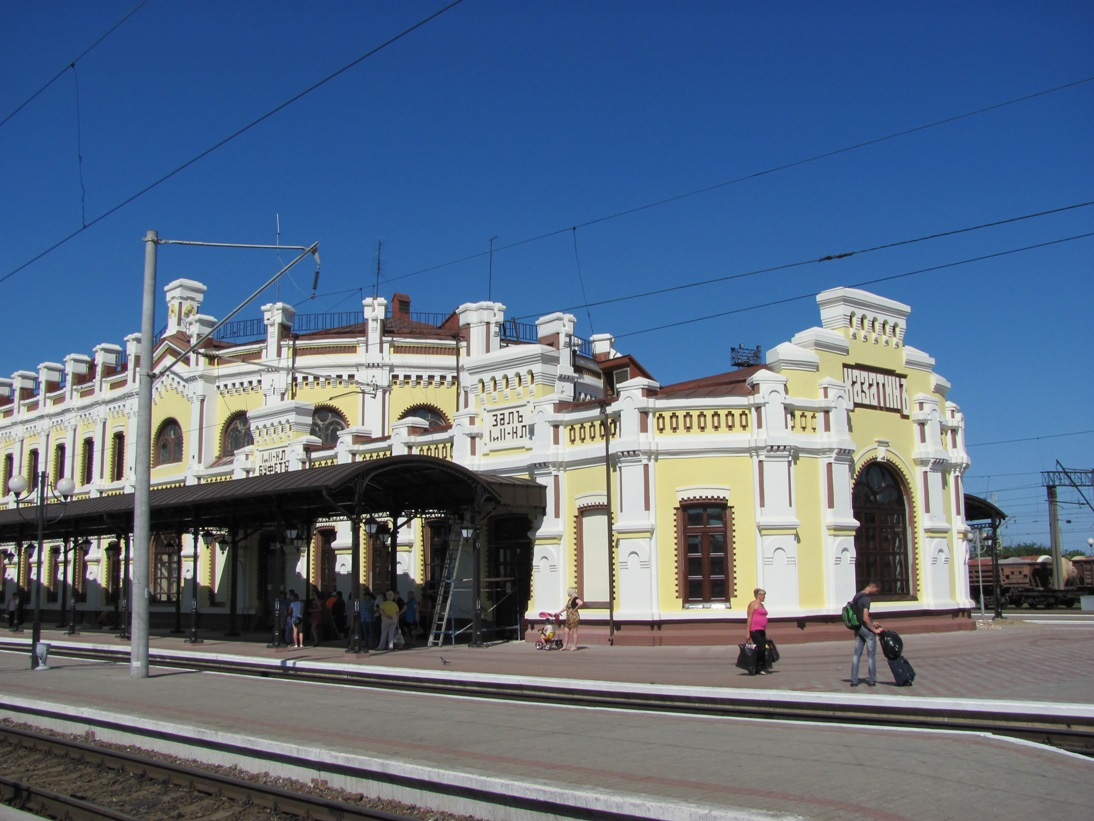
Вокзал ст. Козятин. Вигляд із Шепетівської платформи
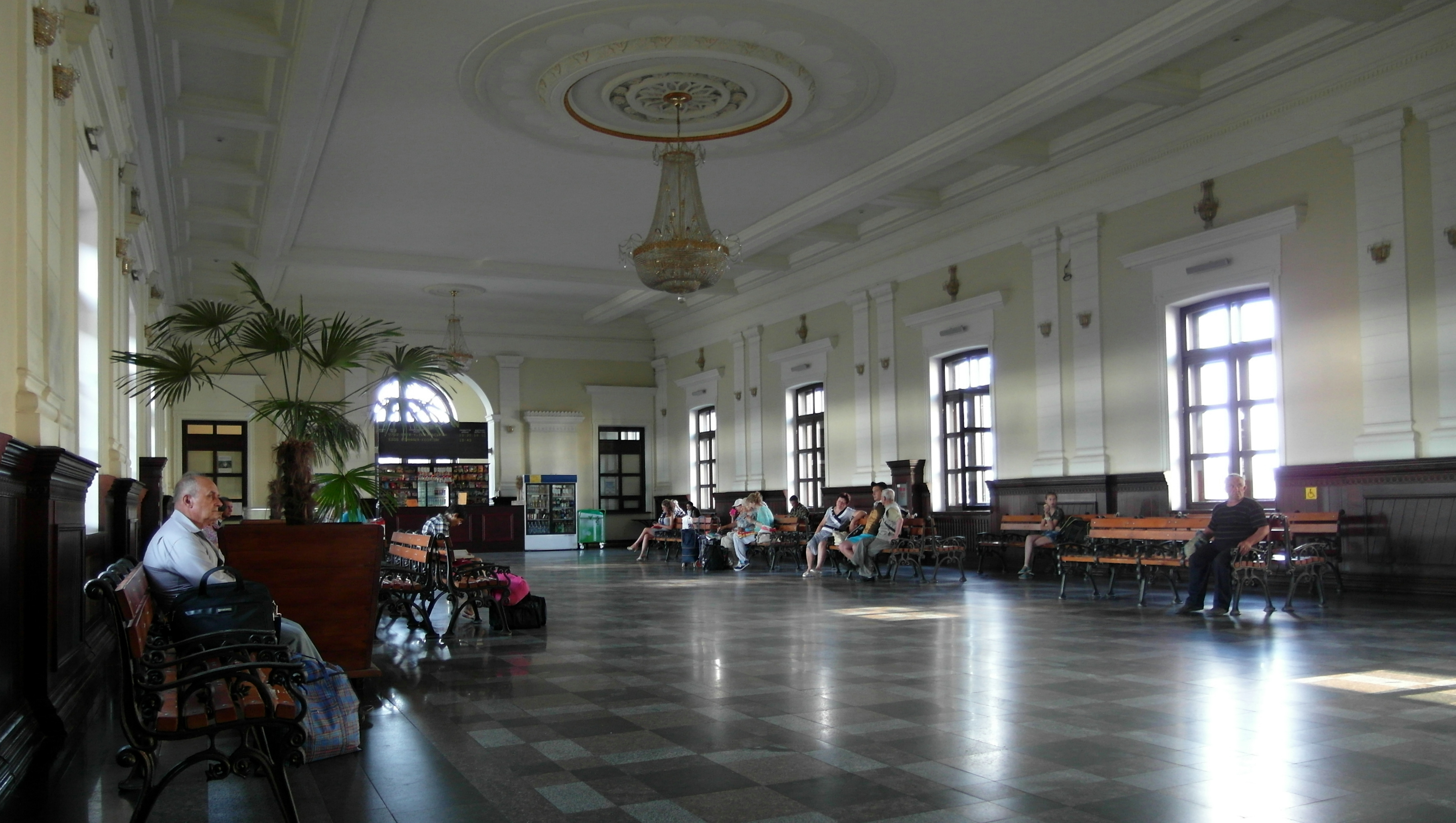
Всередині вокзалу
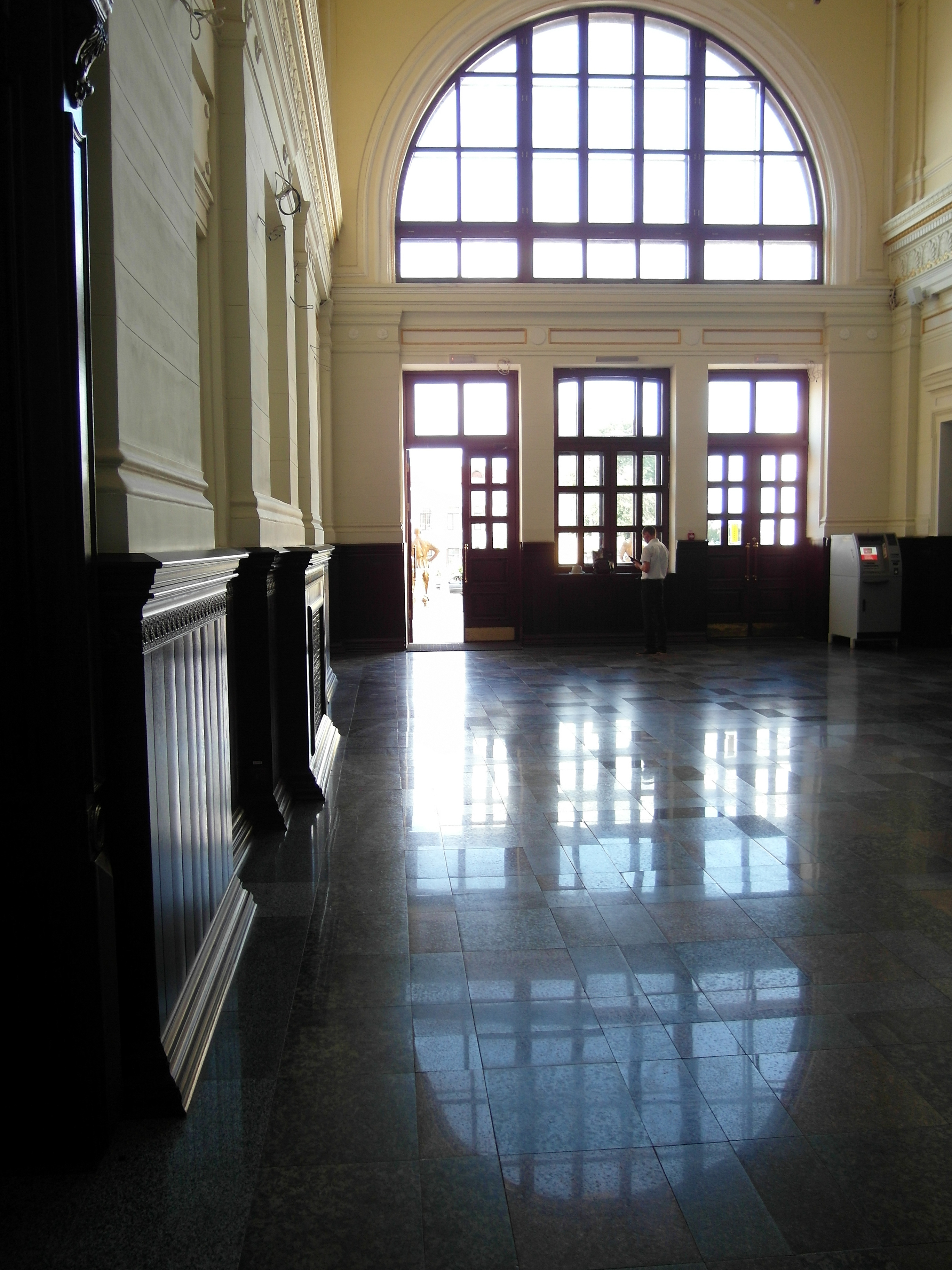
Всередині вокзалу (головний вестибюль)

## Природно-заповідний фонд
В околицях міста розташовані об'єкти природно-заповідного фонду:
- Ботанічний заказник загальнодержавного значення Сестринівська Дача
- Ентомологічний заказник місцевого значення Титусівський ліс
- Ботанічна пам'ятка природи місцевого значення Вікові дуби

## Відомі люди
- Андрєєв Євген Васильович — машиніст-залізничник, Герой Соціалістичної Праці.
- Бажанов Юрій Павлович — радянський воєначальник, маршал артилерії, кавалер ордена Леніна, ордена Червоного Прапора, ордена Суворова, ордена Кутузова, ордена Червоної Зірки та інших.
- Венжик Артур Геннадійович (2000—2022) — солдат Збройних Сил України, учасник російсько-української війни, що загинув у ході російського вторгнення в Україну в 2022.
- Висоцька Ганна Григорівна — радянська льотчиця 46-го гвардійського нічного бомбардувального авіаційного полку.
- Григор'єв Григорій Іванович — український звукооператор.
- Діденко Ігор Миколайович — український підприємець та політик, кандидат економічних наук.
- Жураківський Віталій Олександрович — український залізничник, Заслужений працівник транспорту України.
- Зерова Марія Яківна — український міколог, доктор біологічних наук, лауреат Державної премії УРСР у галузі науки і техніки.
- Зіньковський Михайло Францович — український кардіохірург, доктор медичних наук, учень Миколи Амосова.
- Зіньковський Юрій Францович — український радіоелектронік, радіотехнік, педагог, доктор технічних наук.
- Іванов Віктор Михайлович — кінорежисер («За двома зайцями», «Ключі від неба» та ін.).
- Кармелюк-Каменський Костянтин Леонтійович (1858—1932) — український актор, режисер та антрепренер української трупи, що гастролювала від 1912 на терені Зеленого Клину, Китаю та в Японії
- Карпеко Володимир Кирилович — поет.
- Кацабін Сергій Борисович — військовослужбовець, загинув під час російської збройної агресії проти України, нагороджений орденом «За мужність» III ступеня (посмертно), орденом «Народний герой України» (посмертно). Почесний громадянин міста Козятин (посмертно).
- Кобельков Георгій Михайлович — доктор фізико-математичних наук, лауреат премії Відділення математики АН СРСР.
- Ковальчук Віктор Євгенович  — лейтенант, командир взводу 80-ї окремої аеромобільної бригади. Загинув під час виконання бойової операції. Нагороджений орденом Богдана Хмельницького III ступеня (посмертно), нагрудний знаком «За оборону Луганського аеропорту» (посмертно). Почесний громадянин міста Козятин (посмертно).
- Костіков Андрій Григорович — генерал-майор, Герой Соціалістичної Праці, кавалер ордена Леніна, лауреат Сталінської премії, один з творців реактивного міномета «Катюша».
- Кохановський Дмитро Йосипович — старший сержант РККА, повний кавалер ордена Слави; єдиний нагороджений п'ятьма орденами Слави; позбавлений всіх звань та нагород в зв'язку з засудженням.
- Клементьєв Юрій Леонідович — живописець, член Національної спілки художників України.
- Крючков Віктор Леонідович  — молодший сержант Збройних сил України, учасник російсько-української війни.
- Кульчицький Генріх Станіславович — заслужений архітектор України.
- Кущевська Ніна Федорівна (* 1947) — доктор хімічних наук, заслужений працівник освіти України[20].
- Лапінський Леон — бригадний генерал Польської Народної армії, кавалер Ордену Відродження Польщі, золотого Хреста Заслуги, тричі — срібного Хреста Заслуги, ордена Червоної Зірки та інших орденів та медалей. Мешкав та похований у Вроцлаві.
- Ломінський Георгій Павлович — генерал-лейтенант, лауреат Ленінської премії, двічі лауреат Державної премії СРСР, нагороджений орденами — Леніна (двічі), Жовтневої Революції, Трудового Червоного Прапора (тричі), Червоної Зірки (двічі) та медалями СРСР. Інженер, учасник створення ядерно-збройового комплексу СРСР, почесний громадянин м. Снєжинськ (колишній Челябінськ-70).
- Мазепа Всеволод Григорович — заслужений архітектор України, перший кавалер відзнаки Президента Хрест Івана Мазепи.
- Наумов Вадим Олександрович — солдат НГУ, загинув під час російської збройної агресії проти України. нагороджений орденом «За мужність» III ступеня (посмертно), почесний громадянин міста Козятин (звання присвоєне посмертно).
- Олексюк Максим Вікторович (1995—2019) — сержант Збройних сил України, учасник російсько-української війни.
- Павленко Дмитро Полікарпович — машиніст-залізничник, Герой Соціалістичної Праці.
- Падура Тимко — польсько-український поет, композитор та торбаніст. Автор відомої польсько-української пісні Hej, sokoły (Гей, соко́ли).
- Печенюк Віталій Сергійович (2000—2022) — солдат Збройних Сил України, учасник російсько-української війни, що загинув у ході російського вторгнення в Україну в 2022 році.
- Поліщук Ілля Олегович (* 1996) — український гравець у волейбол і пляжний волейбол, зв'язуючий. Майстер спорту України з волейболу.
- Порхун Микола Іванович — машиніст-залізничник, Герой Соціалістичної Праці.
- Прилуцький Денис Геннадійович (2000—2022) — матрос морської піхоти Збройних сил України, учасник російсько-української війни.
- Фінашин Дмитро Русланович (* 1994) — старший сержант Національної гвардії України, учасник російсько-української війни. Герой України.
- Ципіс Наум Юхимович — письменник, журналіст.
- Шаповалов Йосип Миронович — Герой Соціалістичної Праці.
- Шнейдерман Михайло Юхимович — танкіст, молодший лейтенант, Герой Радянського Союзу, кавалер ордена Леніна.
- Шпатківська Марія Миколаївна — майстер спорту України з легкої атлетики.
- Яковишин Леонід Григорович — генеральний директор товариства «Земля і воля» (Чернігівська область), Герой України, нагороджений орденом «Знак Пошани».
- Ярмоленко Анатолій Іванович — творець, соліст і керівник білоруського ансамблю «Сябри». Народний артист Республіки Білорусь, лауреат премії Ленінського Комсомолу.

## Міста-побратими
- Польща Лежайськ

На честь міста названо:
- у Києві — вулицю Козятинську та Козятинський провулок;
- у Чернівцях — вулицю Козятинську;
- У Житомирі — вулицю Козятинську.

## Галерея

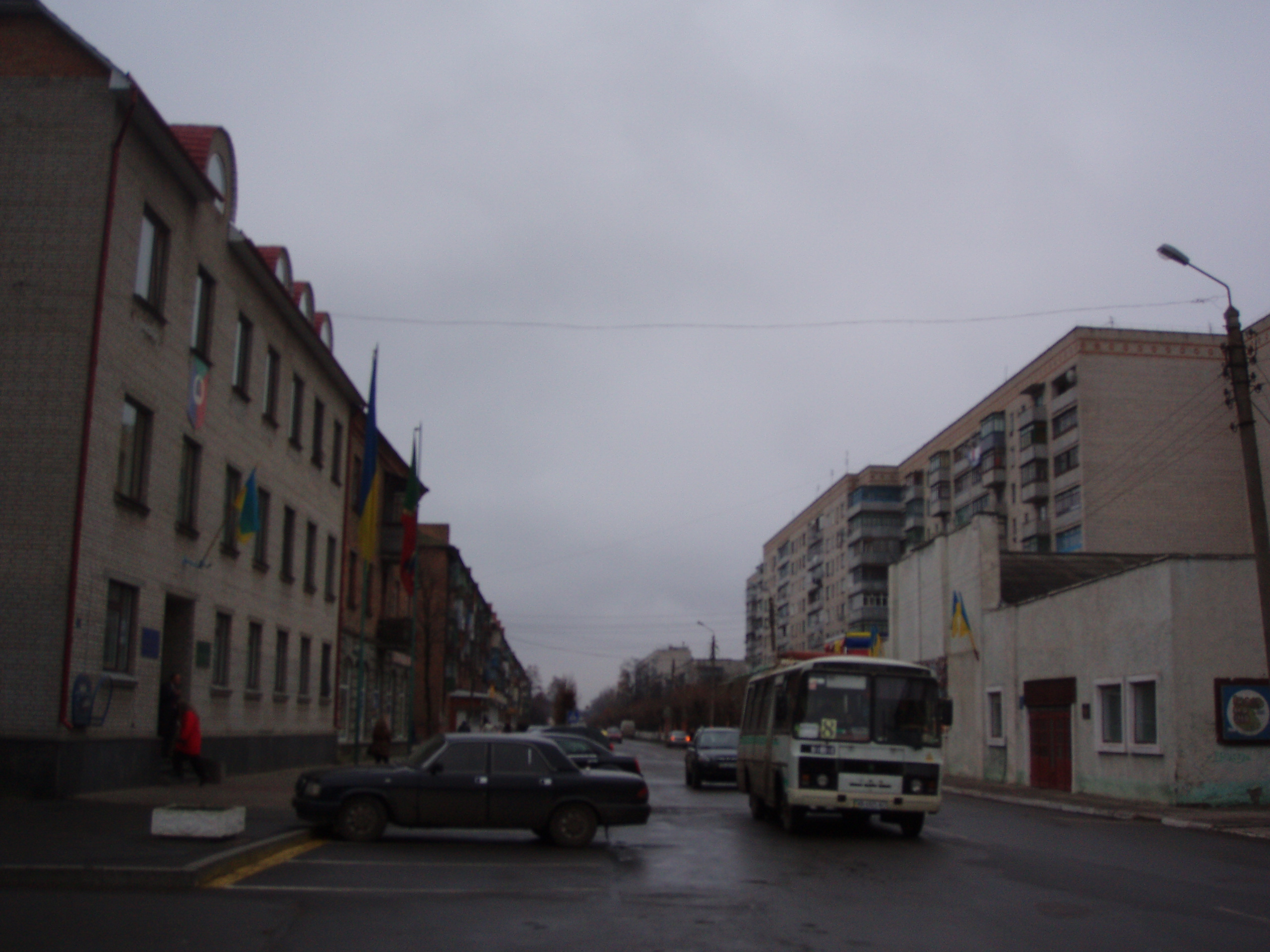
Центральна вулиця — Героїв Майдану
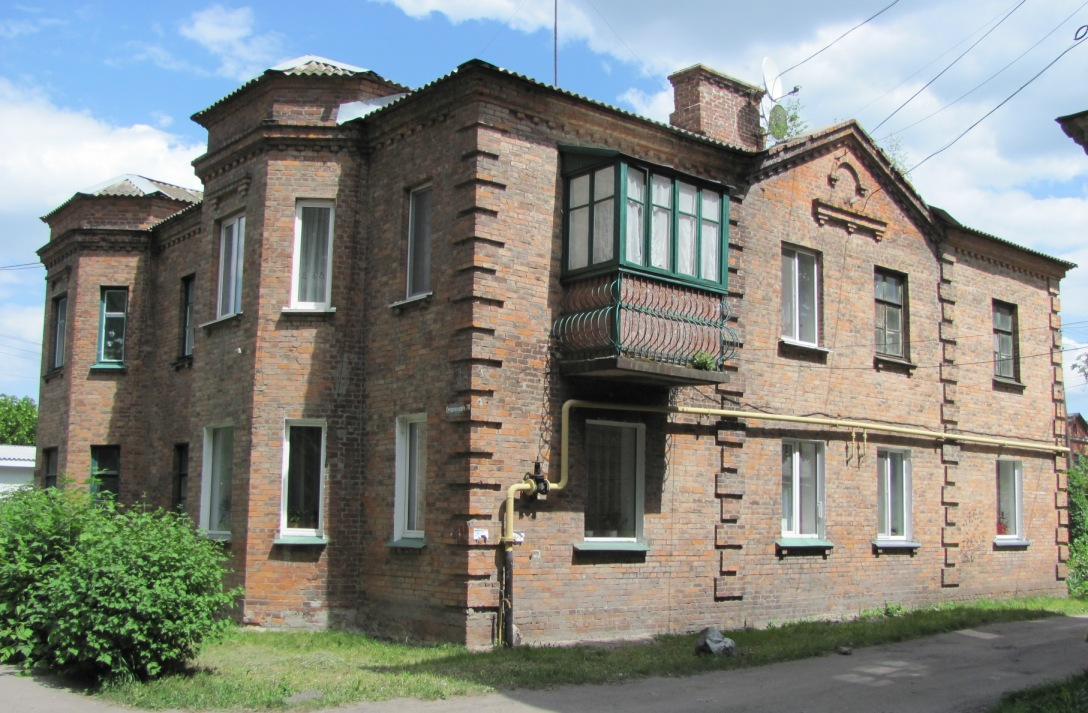
Забудова центральної частини міста, житловий будинок по вул. Грушевського
Меморіальний комплекс воїнам, загиблим під час Другої світової війни
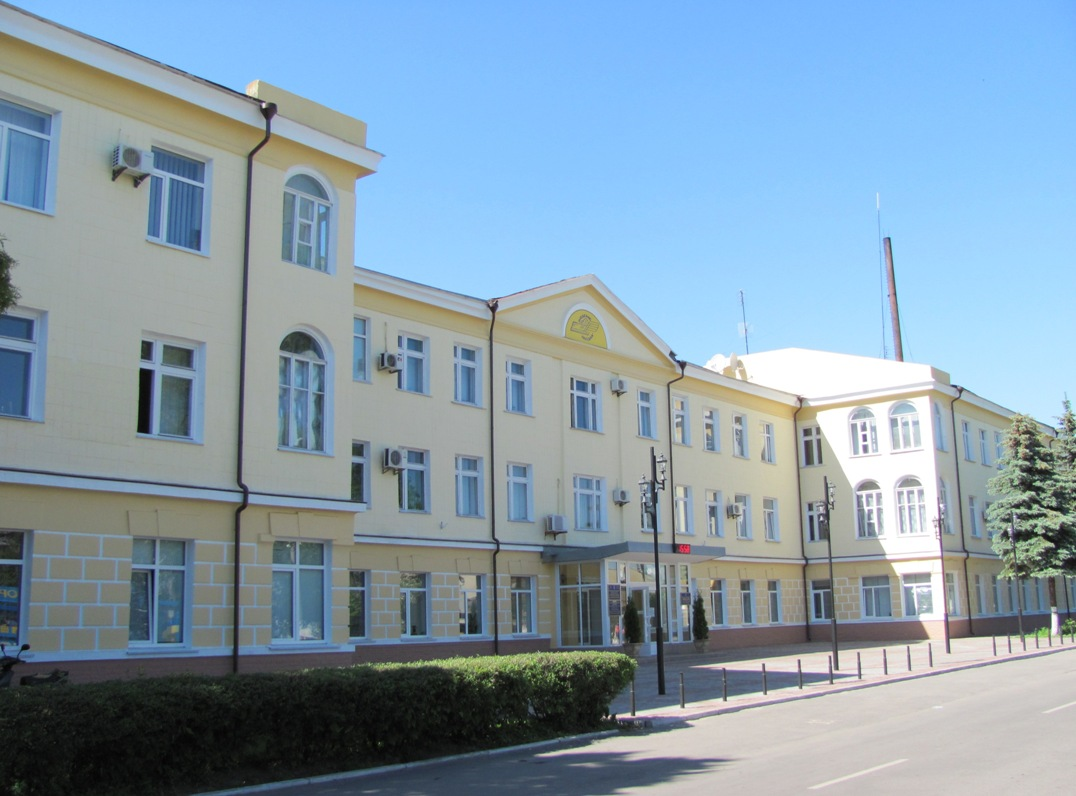
Козятинська дирекція залізничних перевезень (ДН-2)
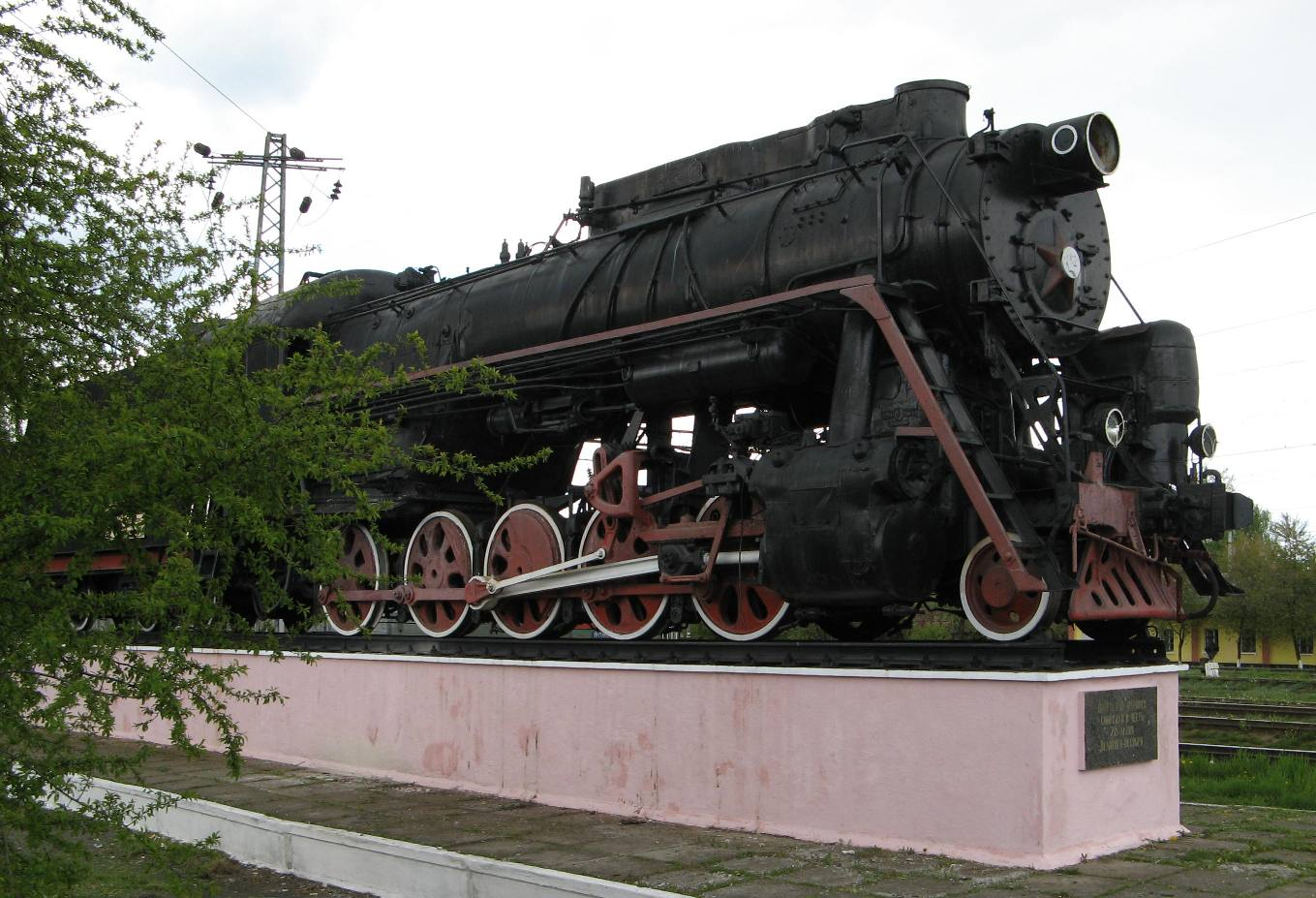
Паровоз Л-2309 — візитівка міста
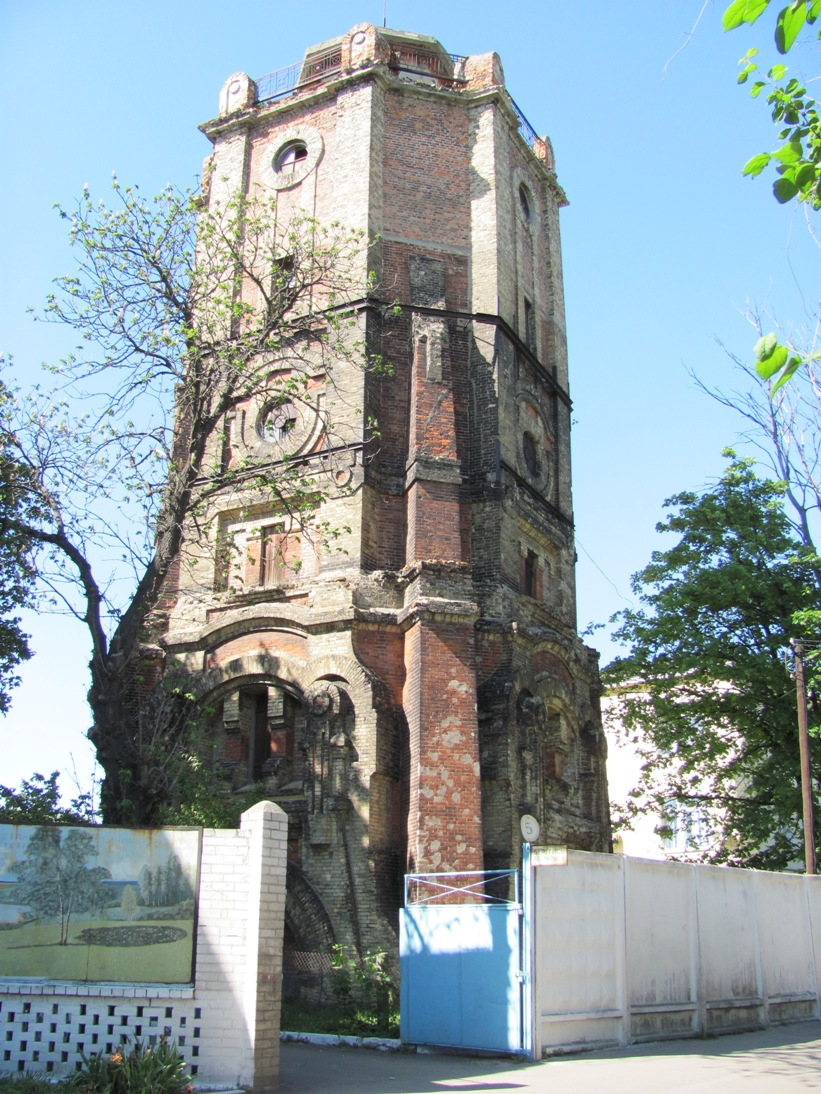
Водогінна вежа (архітектор — Олександр Кобелєв)